# Llista de monuments d'Alcover
Llista de monuments d'Alcover inclosos en l'Inventari del Patrimoni Arquitectònic Català per al municipi d'Alcover (Alt Camp). Inclou els inscrits en el Registre de Béns Culturals d'Interès Nacional (BCIN) amb la classificació de monuments històrics, els Béns Culturals d'Interès Local (BCIL) de caràcter immoble i la resta de béns arquitectònics integrants del patrimoni cultural català (BI, béns d'interès).
| Monument                                                                                     | Protecció       | Estil/època                                       | Localització                                                           | Coordenades                                          | Codi?         | Imatge |
| -------------------------------------------------------------------------------------------- | --------------- | ------------------------------------------------- | ---------------------------------------------------------------------- | ---------------------------------------------------- | ------------- | --- |
| Murs i portals de la vila, torres de l'antiga muralla                                        | BCIN 1855-MH    | Gòtic XIV                                         | Alcover                                                                | 41° 15′ 49″ N, 1° 10′ 18″ E / 41.263695°N,1.171662°E | RI-51-0006557 | Torres de l'antiga muralla (Alcover) · Vegeu més fotos d'aquest monument · Carregueu una nova foto d'aquest monument              |
| Església de la Puríssima Sang, Església Vella, Església de Santa Maria, Església de la Sang  | BCIN 1856-MH    | Romànic XII                                       | Alcover Pl. Església Vella                                             | 41° 15′ 45″ N, 1° 10′ 16″ E / 41.262368°N,1.171097°E | RI-51-0001072 | Església de la Puríssima Sang (Alcover) · Vegeu més fotos d'aquest monument · Carregueu una nova foto d'aquest monument           |
| Torres de defensa del Mas Mont-ravà                                                          | BCIN 1857-MH    | Obra popular Medieval                             | Alcover Partida de Mas Monravà                                         | 41° 15′ 56″ N, 1° 07′ 46″ E / 41.265473°N,1.129416°E | RI-51-0006558 | Torres de defensa del Mas Mont-ravà (Alcover) · Vegeu més fotos d'aquest monument · Carregueu una nova foto d'aquest monument     |
| Convent de Santa Anna                                                                        | BCIN 4187-MH-EN | Barroc XVI-XVII                                   | Alcover Sota la muntanya del Calvari, prop de la carretera de Mont-ral | 41° 15′ 59″ N, 1° 10′ 06″ E / 41.266305°N,1.168304°E | IPA-2164      | Convent de Santa Anna (Alcover) · Vegeu més fotos d'aquest monument · Carregueu una nova foto d'aquest monument                   |
| Barraca de pedra seca                                                                        |                 | Obra popular XX                                   | Alcover 103 catalogades                                                | 41° 15′ 01″ N, 1° 10′ 16″ E / 41.2503°N,1.171°E      | IPA-2053      | Carregueu una nova foto d'aquest monument                                                                                         |
| Casa de l'Abadia                                                                             | BCIL 2013       | Renaixement XVII                                  | Alcover C. Abadia, 4-6                                                 | 41° 15′ 45″ N, 1° 10′ 09″ E / 41.262491°N,1.169122°E | IPA-2121      | Carregueu una nova foto d'aquest monument                                                                                         |
| Ca Carlons                                                                                   | BCIL 2013       | XVII                                              | Alcover C. Amorós, 13                                                  | 41° 15′ 43″ N, 1° 10′ 11″ E / 41.26206°N,1.16968°E   | IPA-2122      | Carregueu una nova foto d'aquest monument                                                                                         |
| Can Cosme Vidal, Els Pagesos, Casa de Cultura                                                | BCIL 2013       | Renaixement XVII                                  | Alcover Pl. Cosme Vidal, 3                                             | 41° 15′ 42″ N, 1° 10′ 12″ E / 41.261755°N,1.169913°E | IPA-2123      | Carregueu una nova foto d'aquest monument                                                                                         |
| Ca Batistó, Museu d'Alcover                                                                  | BCIL 2013       | Obra popular XVII                                 | Alcover C. de la Costeta, 1                                            | 41° 15′ 42″ N, 1° 10′ 10″ E / 41.261557°N,1.169548°E | IPA-2124      | Ca Batistó (Alcover) · Vegeu més fotos d'aquest monument · Carregueu una nova foto d'aquest monument                              |
| Església Nova, Església de l'Assumpció, Església parroquial de Nostra Senyora de l'Assumpció | BCIL 2013       | Renaixement, gòtic tardà XVI                      | Alcover Pl. de l'Església Nova                                         | 41° 15′ 47″ N, 1° 10′ 07″ E / 41.262934°N,1.168571°E | IPA-2125      | Església Nova (Alcover) · Vegeu més fotos d'aquest monument · Carregueu una nova foto d'aquest monument                           |
| Cal Mas Roig                                                                                 | BCIL 2013       | Noucentisme XX                                    | Alcover Pg. de l'Estació, 7-8                                          | 41° 15′ 43″ N, 1° 10′ 23″ E / 41.26194°N,1.17314°E   | IPA-2128      | Carregueu una nova foto d'aquest monument                                                                                         |
| Ca l'Esteve Andreu                                                                           |                 | XVII                                              | Alcover Estela, 3                                                      | 41° 15′ 47″ N, 1° 10′ 17″ E / 41.26307°N,1.17152°E   | IPA-2129      | Carregueu una nova foto d'aquest monument                                                                                         |
| Ca Tasà, Ca Bruno                                                                            | BCIL 2013       | Obra popular XVII                                 | Alcover Estela, 5                                                      | 41° 15′ 47″ N, 1° 10′ 18″ E / 41.263°N,1.17157°E     | IPA-2130      | Carregueu una nova foto d'aquest monument                                                                                         |
| Carrer de l'Índia, abans carrer dels Jueus                                                   | BCIL 2013       | Medieval                                          | Alcover C. de l'Índia                                                  | 41° 15′ 42″ N, 1° 10′ 09″ E / 41.26167°N,1.1691°E    | IPA-2131      | Carregueu una nova foto d'aquest monument                                                                                         |
| Ca la Senyora Gran                                                                           | BCIL 2013       | Obra popular XVII                                 | Alcover C. de l'Índia, 3                                               | 41° 15′ 42″ N, 1° 10′ 09″ E / 41.26166°N,1.16921°E   | IPA-2132      | Carregueu una nova foto d'aquest monument                                                                                         |
| Ca Ballester                                                                                 | BCIL 2013       | Renaixement XVII                                  | Alcover C. de l'Índia, 7                                               | 41° 15′ 42″ N, 1° 10′ 09″ E / 41.261693°N,1.169107°E | IPA-2133      | Carregueu una nova foto d'aquest monument                                                                                         |
| Ca Caçador                                                                                   |                 | XVII                                              | Alcover C. Major, 51                                                   | 41° 15′ 48″ N, 1° 10′ 17″ E / 41.26346°N,1.17141°E   | IPA-2134      | Carregueu una nova foto d'aquest monument                                                                                         |
| Ca la Miralles                                                                               |                 | Obra popular XVI                                  | Alcover C. Maria Domènech, 15                                          | 41° 15′ 46″ N, 1° 10′ 12″ E / 41.2628°N,1.16999°E    | IPA-2135      | Carregueu una nova foto d'aquest monument                                                                                         |
| Ca Malapeira                                                                                 | BCIL 2013       | Obra popular XVI                                  | Alcover C. Maria Domènech, 4                                           | 41° 15′ 46″ N, 1° 10′ 12″ E / 41.262741°N,1.170027°E | IPA-2136      | Carregueu una nova foto d'aquest monument                                                                                         |
| Ca la Rosa Barra                                                                             | BCIL 2013       | Obra popular XVI                                  | Alcover Av. de Mont-ral, 69                                            | 41° 15′ 46″ N, 1° 10′ 07″ E / 41.26268°N,1.16859°E   | IPA-2137      | Carregueu una nova foto d'aquest monument                                                                                         |
| Casa del Metge Lluís Domingo, Casa Domingo                                                   | BCIL 2013       | Modernisme, noucentisme Cèsar Martinell XX (1921) | Alcover Av. de Montblanc, 2                                            | 41° 15′ 45″ N, 1° 10′ 18″ E / 41.26258°N,1.17179°E   | IPA-2138      | Carregueu una nova foto d'aquest monument                                                                                         |
| Plaça Nova                                                                                   | BCIL 2013       | Obra popular XVII                                 | Alcover Pl. Nova                                                       | 41° 15′ 46″ N, 1° 10′ 13″ E / 41.262912°N,1.170333°E | IPA-2139      | Plaça Nova (Alcover) · Vegeu més fotos d'aquest monument · Carregueu una nova foto d'aquest monument                              |
| Casa de la Vila                                                                              | BCIL 2013       | Renaixement XVI                                   | Alcover Pl. Nova, 3-5                                                  | 41° 15′ 47″ N, 1° 10′ 13″ E / 41.263051°N,1.170257°E | IPA-2140      | Casa de la Vila (Alcover) · Vegeu més fotos d'aquest monument · Carregueu una nova foto d'aquest monument                         |
| Ca Xipell, Ca Figuerola                                                                      | BCIL 2013       | Obra popular XVII                                 | Alcover Pl. Nova, 8                                                    | 41° 15′ 46″ N, 1° 10′ 13″ E / 41.262722°N,1.170395°E | IPA-2141      | Carregueu una nova foto d'aquest monument                                                                                         |
| Habitatge al carrer Perxes i Amorós                                                          |                 | Eclecticisme XX                                   | Alcover C. Perxes i Amorós                                             | 41° 15′ 45″ N, 1° 10′ 11″ E / 41.26245°N,1.16975°E   | IPA-2142      | Carregueu una nova foto d'aquest monument                                                                                         |
| Ca la Güerba                                                                                 |                 | Renaixement XVII                                  | Alcover C. del Rec, 9                                                  | 41° 15′ 45″ N, 1° 10′ 12″ E / 41.26238°N,1.16996°E   | IPA-2143      | Carregueu una nova foto d'aquest monument                                                                                         |
| Habitatge unifamiliar a la carretera a Reus, 17                                              |                 | Noucentisme XX                                    | Alcover Ctra. a Reus, 17                                               | 41° 15′ 41″ N, 1° 10′ 13″ E / 41.26145°N,1.17018°E   | IPA-2145      | Carregueu una nova foto d'aquest monument                                                                                         |
| Casa Berrugo                                                                                 | BCIL 2013       | XVII                                              | Alcover C. de Sant Llorenç, 13 (abans 15)                              | 41° 15′ 47″ N, 1° 10′ 11″ E / 41.26312°N,1.16966°E   | IPA-2146      | Carregueu una nova foto d'aquest monument                                                                                         |
| Ca Maginet                                                                                   | BCIL 2013       | XVII                                              | Alcover C. Sant Llorenç, 30                                            | 41° 15′ 47″ N, 1° 10′ 10″ E / 41.263046°N,1.169384°E | IPA-2147      | Carregueu una nova foto d'aquest monument                                                                                         |
| Ca Joan del Molí                                                                             |                 | Obra popular XVII                                 | Alcover C. Sant Ramon, 1                                               | 41° 15′ 46″ N, 1° 10′ 14″ E / 41.2628°N,1.17049°E    | IPA-2149      | Carregueu una nova foto d'aquest monument                                                                                         |
| Ca Gassol                                                                                    |                 | Obra popular XVII                                 | Alcover C. Sta. Marina, 10                                             | 41° 15′ 46″ N, 1° 10′ 10″ E / 41.26279°N,1.16955°E   | IPA-2150      | Carregueu una nova foto d'aquest monument                                                                                         |
| El Badejo                                                                                    |                 | Obra popular                                      | Alcover Ctra. Reus-Montblanc                                           | 41° 17′ 33″ N, 1° 11′ 18″ E / 41.292553°N,1.188440°E | IPA-2151      | Carregueu una nova foto d'aquest monument                                                                                         |
| Mas de Forès                                                                                 | BCIL 2013       | Obra popular Medieval                             | Alcover Partida de Mas de Forès                                        | 41° 15′ 58″ N, 1° 07′ 50″ E / 41.266216°N,1.130653°E | IPA-2152      | Mas de Forès (Alcover) · Vegeu més fotos d'aquest monument · Carregueu una nova foto d'aquest monument                            |
| Mas Gassol                                                                                   | BCIL 2013       | Obra popular XVII                                 | Alcover Partida de Mas Gassol                                          | 41° 16′ 31″ N, 1° 10′ 22″ E / 41.275250°N,1.172701°E | IPA-2153      | Mas Gassol (Alcover) · Vegeu més fotos d'aquest monument · Carregueu una nova foto d'aquest monument                              |
| El Molinet de Batistó                                                                        | BCIL 2013       | Obra popular XVIII                                | Alcover Ctra. Alcover-Reus                                             | 41° 15′ 11″ N, 1° 10′ 30″ E / 41.253062°N,1.175055°E | IPA-2154      | Carregueu una nova foto d'aquest monument                                                                                         |
| Mas Mont-ravà                                                                                | BCIL 2013       | Obra popular XII                                  | Alcover Partida del Mas de Mont-ravà                                   | 41° 15′ 55″ N, 1° 07′ 48″ E / 41.265291°N,1.130095°E | IPA-2155      | Mas Mont-ravà (Alcover) · Vegeu més fotos d'aquest monument · Carregueu una nova foto d'aquest monument                           |
| Capella del Mas Mont-ravà                                                                    |                 | Darreres tendències XX                            | Alcover Finca del Mas Mont-ravà                                        | 41° 15′ 55″ N, 1° 07′ 50″ E / 41.26517°N,1.13061°E   | IPA-2156      | Carregueu una nova foto d'aquest monument                                                                                         |
| Pont dels Moros                                                                              | BCIL 2013       | Medieval                                          | Alcover Partida del Pont dels Moros                                    | 41° 15′ 12″ N, 1° 10′ 28″ E / 41.253392°N,1.174524°E | IPA-2159      | Pont dels Moros (Alcover) · Vegeu més fotos d'aquest monument · Carregueu una nova foto d'aquest monument                         |
| Mas la Parellada                                                                             | BCIL 2013       | Obra popular XVIII                                | Alcover Partida de la Parellada                                        | 41° 15′ 17″ N, 1° 10′ 17″ E / 41.254707°N,1.171411°E | IPA-2160      | Carregueu una nova foto d'aquest monument                                                                                         |
| Ermita del Remei                                                                             | BCIL 2013       | Barroc, rococó XVIII                              | Alcover A la vall del riu Glorieta, a 3 km al nord-oest del nucli urbà | 41° 16′ 11″ N, 1° 08′ 31″ E / 41.269594°N,1.142068°E | IPA-2161      | Ermita del Remei (Alcover) · Vegeu més fotos d'aquest monument · Carregueu una nova foto d'aquest monument                        |
| Pont de les Ruixel·les                                                                       | BCIL 2013       | Arquitectura del ferro XIX                        | Alcover Sobre el Francolí                                              | 41° 18′ 14″ N, 1° 11′ 44″ E / 41.304°N,1.19552°E     | IPA-2162      | Pont de les Ruixel·les (Alcover) · Vegeu més fotos d'aquest monument · Carregueu una nova foto d'aquest monument                  |
| Església de Sant Miquel, Cementiri                                                           | BCIL 2013       | Romànic, gòtic XII                                | Alcover Cementiri                                                      | 41° 15′ 52″ N, 1° 10′ 15″ E / 41.264577°N,1.170810°E | IPA-2163      | Església de Sant Miquel (Alcover) · Vegeu més fotos d'aquest monument · Carregueu una nova foto d'aquest monument                 |
| Molins de Tarrés                                                                             | BCIL 2013       | Obra popular XVIII                                | Alcover A la conca del riu Glorieta, partida del Mas de Forés          | 41° 15′ 57″ N, 1° 08′ 02″ E / 41.265789°N,1.133970°E | IPA-2166      | Molins de Tarrès (Alcover) · Vegeu més fotos d'aquest monument · Carregueu una nova foto d'aquest monument                        |
| L'Ermita de les Virtuts, la Roca de la Virtut, Santuari de la Mare de Déu de les Virtuts     | BCIL 2013       | Obra popular, gòtic XIV, XVII                     | Alcover En el cim d'una roca a la vall del riu Glorieta                | 41° 16′ 00″ N, 1° 06′ 45″ E / 41.266538°N,1.112375°E | IPA-2167      | Carregueu una nova foto d'aquest monument                                                                                         |
| Capella de la Mare de Déu dels Dolors de la Plana                                            | BCIL 2013       | Renaixement XVIII                                 | Alcover La Plana                                                       | 41° 17′ 43″ N, 1° 11′ 42″ E / 41.295161°N,1.195131°E | IPA-2168      | Mare de Déu dels Dolors (Alcover) · Vegeu més fotos d'aquest monument · Carregueu una nova foto d'aquest monument                 |
| Molí de Ca Tous, Molí de Ca Plana, Fàbrica de Teixits del Sr. Pous                           | BCIL 2013       | Obra popular XVIII-XX                             | Alcover La Plana                                                       | 41° 17′ 46″ N, 1° 11′ 50″ E / 41.29605°N,1.19724°E   | IPA-2169      | Molí de Ca Tous (Alcover) · Vegeu més fotos d'aquest monument · Carregueu una nova foto d'aquest monument                         |
| Cal Groc                                                                                     | BCIL 2013       | Obra popular XVIII                                | Alcover La Plana                                                       | 41° 17′ 43″ N, 1° 11′ 43″ E / 41.295318°N,1.195279°E | IPA-2170      | Cal Groc (Alcover) · Vegeu més fotos d'aquest monument · Carregueu una nova foto d'aquest monument                                |
| Arc de la Plana                                                                              | BCIL 2013       | Gòtic Medieval                                    | Alcover La Plana                                                       | 41° 17′ 43″ N, 1° 11′ 43″ E / 41.295235°N,1.195141°E | IPA-2171      | Arc (Alcover) · Vegeu més fotos d'aquest monument · Carregueu una nova foto d'aquest monument                                     |
| Cal Serra                                                                                    | BCIL 2013       | Obra popular XVIII Mitjan                         | Alcover La Plana                                                       | 41° 17′ 42″ N, 1° 11′ 43″ E / 41.295022°N,1.195344°E | IPA-2172      | Cal Serra (Alcover) · Vegeu més fotos d'aquest monument · Carregueu una nova foto d'aquest monument                               |
| La Paperera Catalana                                                                         |                 | XVIII-XX                                          | Alcover Ctra. la Riba a Alcover                                        | 41° 18′ 08″ N, 1° 11′ 52″ E / 41.30229°N,1.19777°E   | IPA-2440      | La Paperera Catalana (Alcover) · Vegeu més fotos d'aquest monument · Carregueu una nova foto d'aquest monument                    |
| Llindes amb inscripcions                                                                     |                 | XVII-XVIII                                        | Alcover Nucli antic, c. Sant Jaume, 18, 8 i altres                     | 41° 15′ 46″ N, 1° 10′ 15″ E / 41.2627°N,1.1707°E     | IPA-2494      | Carregueu una nova foto d'aquest monument                                                                                         |
| Font Vella                                                                                   | BCIL 2013       | Obra popular XVII                                 | Alcover Pl. de la Font - c. Major                                      | 41° 15′ 45″ N, 1° 10′ 15″ E / 41.262369°N,1.170899°E | IPA-2495      | Carregueu una nova foto d'aquest monument                                                                                         |
| Esteles, Monument del jardí de l'Església                                                    | BCIL 2013       | Romànic XIII                                      | Alcover Monument jardí lateral església Nova                           | 41° 15′ 46″ N, 1° 10′ 06″ E / 41.2628°N,1.16847°E    | IPA-2496      | Carregueu una nova foto d'aquest monument                                                                                         |
| Plaça Vella                                                                                  | BCIL 2013       | Obra popular                                      | Alcover Pl. Vella                                                      | 41° 15′ 47″ N, 1° 10′ 15″ E / 41.263163°N,1.170938°E | IPA-14562     | Plaça Vella (Alcover) · Vegeu més fotos d'aquest monument · Carregueu una nova foto d'aquest monument                             |
| Molí del Coll                                                                                | BCIL 2013       | XVIII Mitjan                                      | Alcover Dreta riu Glorieta                                             | 41° 15′ 58″ N, 1° 08′ 52″ E / 41.26616°N,1.14765°E   | IPA-14565     | Carregueu una nova foto d'aquest monument                                                                                         |
| Molí de Claudio Molinero                                                                     |                 |                                                   | Alcover Esquerra riu Francolí, prop del pont de Goi                    | 41° 17′ 09″ N, 1° 12′ 07″ E / 41.28572°N,1.202°E     | IPA-14566     | Molí de Claudio Molinero (Alcover) · Vegeu més fotos d'aquest monument · Carregueu una nova foto d'aquest monument                |
| Molí del Groc                                                                                | BCIL 2013       |                                                   | Alcover Dreta riu Francolí, prop de la Plana                           | 41° 17′ 31″ N, 1° 11′ 23″ E / 41.29183°N,1.18983°E   | IPA-14567     | Molí del Groc (Alcover) · Vegeu més fotos d'aquest monument · Carregueu una nova foto d'aquest monument                           |
| Molí del Mas de Mansó                                                                        | BCIL 2013       | XVIII                                             | Alcover Dreta riu Glorieta                                             | 41° 13′ 41″ N, 1° 12′ 04″ E / 41.22804°N,1.20117°E   | IPA-14568     | Carregueu una nova foto d'aquest monument                                                                                         |
| Pont de Goi                                                                                  | BCIL 2013       | Obra popular                                      | Alcover Carretera TV-7421. Límit entre Alcover i Valls                 | 41° 17′ 08″ N, 1° 12′ 08″ E / 41.285452°N,1.202355°E | IPA-14711     | Pont de Goi (Alcover i Valls) · Vegeu més fotos d'aquest monument · Carregueu una nova foto d'aquest monument                     |
| Creu de terme del Portal de Sant Miquel                                                      |                 | Eclecticisme                                      | Alcover Fora muralla, davant portal St. Miquel                         | 41° 15′ 50″ N, 1° 10′ 18″ E / 41.263921°N,1.171676°E | IPA-30606     | Creu de terme del Portal de Sant Miquel (Alcover) · Vegeu més fotos d'aquest monument · Carregueu una nova foto d'aquest monument |
| Creu de terme del camí dels Quints i de Tarragona, Creu del pont dels Moros                  |                 |                                                   | Alcover Entre camí dels Quints i el de Tarragona                       | 41° 15′ 16″ N, 1° 10′ 28″ E / 41.25433°N,1.17431°E   | IPA-30607     | Carregueu una nova foto d'aquest monument                                                                                         |
| Ermita del Mas Roig                                                                          | BCIL 2013       |                                                   | Alcover                                                                | 41° 15′ 09″ N, 1° 08′ 48″ E / 41.252597°N,1.146757°E | IPA-43767     | Carregueu una nova foto d'aquest monument                                                                                         |
| Capella de la Concepció, Convent de les Monges                                               | BCIL 2013       | XVII                                              | Alcover Av. de Reus                                                    | 41° 15′ 41″ N, 1° 10′ 11″ E / 41.261331°N,1.169653°E | IPA-43768     | Carregueu una nova foto d'aquest monument                                                                                         |
| Ca Figuerons                                                                                 | BCIL 2013       | Renaixement                                       | Alcover C. Costeta, 12                                                 | 41° 15′ 44″ N, 1° 10′ 09″ E / 41.26218°N,1.16913°E   | IPA-43769     | Carregueu una nova foto d'aquest monument                                                                                         |
| Ca Quies, Ca Kies                                                                            | BCIL 2013       | XVII-XVIII                                        | Alcover C. de la Costeta, 27                                           | 41° 15′ 44″ N, 1° 10′ 08″ E / 41.26229°N,1.16897°E   | IPA-43770     | Carregueu una nova foto d'aquest monument                                                                                         |
| Cal Dalmasio                                                                                 | BCIL 2013       | XVIII                                             | Alcover Pl. Vidal, 1 - c. Costeta                                      | 41° 15′ 42″ N, 1° 10′ 11″ E / 41.2617°N,1.1696°E     | IPA-43771     | Carregueu una nova foto d'aquest monument                                                                                         |
| Ca Faló                                                                                      | BCIL 2013       | XVII                                              | Alcover C. Sant Jaume, 16                                              | 41° 15′ 46″ N, 1° 10′ 14″ E / 41.26270°N,1.17065°E   | IPA-43774     | Carregueu una nova foto d'aquest monument                                                                                         |
| Mas de Bastistó                                                                              | BCIL 2013       | Obra popular XIX                                  | Alcover Partida del camí de Tarragona                                  | 41° 13′ 52″ N, 1° 11′ 39″ E / 41.23103°N,1.19422°E   | IPA-43780     | Carregueu una nova foto d'aquest monument                                                                                         |
| Mas del Gat                                                                                  | BCIL 2013       | Obra popular XIX-XX                               | Alcover Partida del Mas del Gat                                        | 41° 17′ 42″ N, 1° 08′ 39″ E / 41.294875°N,1.144099°E | IPA-43781     | Carregueu una nova foto d'aquest monument                                                                                         |
| Mas de la Picarilla                                                                          | BCIL 2013       | Obra popular                                      | Alcover                                                                | 41° 14′ 16″ N, 1° 09′ 50″ E / 41.23781°N,1.163887°E  | IPA-43783     | Carregueu una nova foto d'aquest monument                                                                                         |
| Carrer del Rec                                                                               | BCIL 2013       |                                                   | Alcover C. del Rec                                                     | 41° 15′ 45″ N, 1° 10′ 10″ E / 41.262610°N,1.169574°E | IPA-43787     | Carregueu una nova foto d'aquest monument                                                                                         |
| Carrer Amorós                                                                                | BCIL 2013       |                                                   | Alcover C. Amorós                                                      | 41° 15′ 44″ N, 1° 10′ 11″ E / 41.262210°N,1.169665°E | IPA-43790     | Carregueu una nova foto d'aquest monument                                                                                         |
| Carrer de la Costeta                                                                         | BCIL 2013       |                                                   | Alcover C. de la Costeta                                               | 41° 15′ 44″ N, 1° 10′ 09″ E / 41.262151°N,1.169137°E | IPA-43794     | Carregueu una nova foto d'aquest monument                                                                                         |
| Carrer Nou                                                                                   | BCIL 2013       |                                                   | Alcover C. Nou                                                         | 41° 15′ 43″ N, 1° 10′ 12″ E / 41.262038°N,1.170025°E | IPA-43797     | Carregueu una nova foto d'aquest monument                                                                                         |
| Carrer Major                                                                                 | BCIL 2013       |                                                   | Alcover C. Major                                                       | 41° 15′ 43″ N, 1° 10′ 14″ E / 41.261883°N,1.170500°E | IPA-43798     | Carregueu una nova foto d'aquest monument                                                                                         |
| Plaça Cosme Vidal                                                                            | BCIL 2013       |                                                   | Alcover Pl. Cosme Vidal                                                | 41° 15′ 42″ N, 1° 10′ 12″ E / 41.261698°N,1.169867°E | IPA-43799     | Carregueu una nova foto d'aquest monument                                                                                         |